# Trivier de Thérouanne
Trivier de Thérouanne est un religieux chrétien du (VIe siècle), ermite à l'abbaye de Thérouanne avant de se retirer en Bresse. Il est vénéré comme saint par l'Église catholique et célébré le 16 janvier.

## Histoire et tradition
Trivier serait né en Neustrie sur le territoire des Cadurques (aujourd'hui le Quercy). Désirant vivre une vie contemplative il se retire à l'abbaye Saint-Jean-du-Mont de Thérouanne dans le Pas-de-Calais où à l'âge de 40 ans il est reçu à la dignité de clerc.
Lors du retrait de Thibert Ier, roi d'Austrasie, de la Vénétie et de la Ligurie, ce dernier emmène parmi ses prisonniers deux jeunes nobles burgondes du pays de Dombes nommés Radignèse et Salsufur qu'il conduit prisonniers en Neustrie vers Thérouanne. L'abbé du monastère de cette ville, touché par le sort des deux captifs, demande à Trivier de négocier leurs rachat ce qu'il mène à bien. Pris d'amitié avec ces deux guerriers qui lui racontent la nostalgie qu'ils ont de leur pays, Trivier décide de les accompagner dans leur voyage de retour. La légende raconte qu'après plusieurs jours de marche et perdu au sein d'une vaste forêt le saint homme implore la providence de leur venir en aide ce qui se réalisa sous l'apparence de deux loups qui les guident pour les remettre sur leur chemin. Arrivé à destination à Saint-Trivier-sur-Moignans les deux jeunes hommes offrent à Trivier un jardin et une petite cellule où ce dernier peut enfin vivre en ermite.
Pendant son séjour il se rendit souvent à l'église de  Priscianicum (Saint-Didier-sur-Chalaronne) où il déposa son psautier quelques jours avant sa mort. Décédé le 17 février 550 sa tombe fut creusée au lieu qui lui servait d'oratoire, son corps déposé à même la terre et le lieu rebaptisé Nonnifossa (fosse du moine). Soixante dix ans après cet événement les miracles ne tardèrent pas à s'y manifester. Les guérisons et les révélations enjoignant aux fidèles d'annoncer à une religieuse de la contrée de faire exhumer le corps, la nouvelle se répand jusqu'à un couvent voisin nommé Ansitta. Le corps et les vêtements sont retrouvés intacts et un parfum agréable se dégage de la tombe. Il est transféré dans un sépulcre où Secundinus, évêque de Lyon en 602, y consacre un autel. Parmi les miracles qui continuent à se produire la légende rapporte celui de Gallinia, fille de Vigafrède et de Marcelle, qui guérit de sa paralysie. Plus tard les reliques de Trivier sont transportées au monastère saint-Pierre à Chaleins puis au chapitre de Neuville-les-Dames où elles furent détruites dans un incendie.